# Borscht Belt

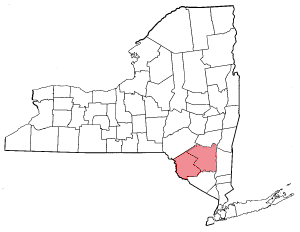
Carte de l'État de New York avec la Borscht Belt en rose.

La Borscht Belt (littéralement la « ceinture du bortsch ») est une région touristique dans les montagnes Catskill dans les comtés de Sullivan et d'Ulster de l'État de New York, fréquentée dès les années 1920, mais surtout après-guerre jusqu'aux années 1970 par des Juifs ashkénazes venant principalement de la ville de New York. 
Il s'agit d'une conséquence de l'antisémitisme sévissant dans les stations balnéaires. Comme de nombreux hôtels de la périphérie de New York refusaient les clients juifs (cette discrimination n'a été corrigée que par les réformes des droits civiques au milieu des années 60), une offre spécialement destinée à cette clientèle, y compris des repas casher, s'est développée dans le sud des Catskills.
Ce nom dérive du nom d'un potage de betterave populaire chez les personnes originaires de l'est de l'Europe. Certains faisaient également référence à la région comme les Alpes juives. On y trouvait des hôtels, centres de vacances, campings et de nombreuses colonies de vacances d'été. La région de vacances, située à environ 150 km de New York City, était d'abord atteinte en train, puis en bus et en voiture - alors environ 2 h de voyage. Souvent, les femmes restaient tout l'été avec leurs enfants et les hommes faisaient la navette le week-end.

Panneau d'affichage avec Jerry Lewis pour Brown's Hotel, 1977

 La région a vu passer dans ses hôtels de nombreux comédiens et comiques représentants de l'humour juif américain. Y ont fait leurs premières armes, entre beaucoup d'autres, Jerry Lewis, Woody Allen, Red Buttons, Miles Bennett, Mel Brooks, Jerry Seinfeld et Danny Kaye.
À partir de la fin des années 1960, avec l'évolution des modèles démographiques et des habitudes de voyage, la région a commencé à perdre de son attrait comme destination importante de vacances. Pendant les années 1970, les voyages aériens sont devenus abordables, accélérant la chute de popularité des Catskill. Plusieurs grands hôtels ont été laissés à l'abandon et seuls quelques-uns subsistent aujourd'hui.